# 雅科夫·斯穆什克维奇
雅科夫·弗拉基米罗维奇·斯穆什克维奇（俄语：Яков Владимирович Смушкевич；1902年4月14日—1941年10月28日），立陶宛犹太人，苏联空军将领，共产党重要成员。
他参加西班牙内战，首次获苏联英雄称号 。在诺门罕战役中指挥苏联空军，他再次获苏联英雄称号。1941年6月8日被捕，10月28日枪毙。